# Fachwerkkapelle aus Niederhörlen

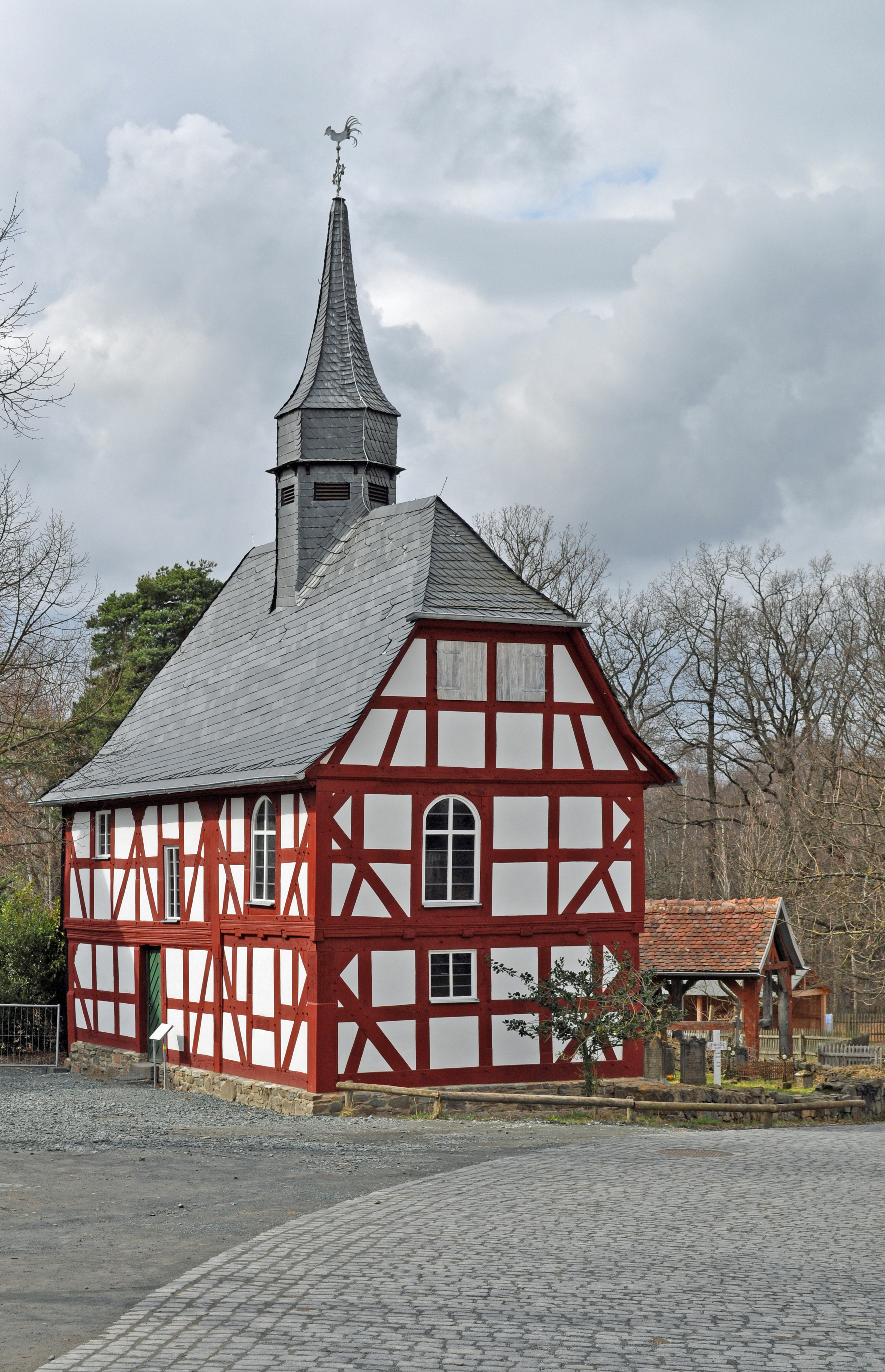
Kirche aus Niederhörlen

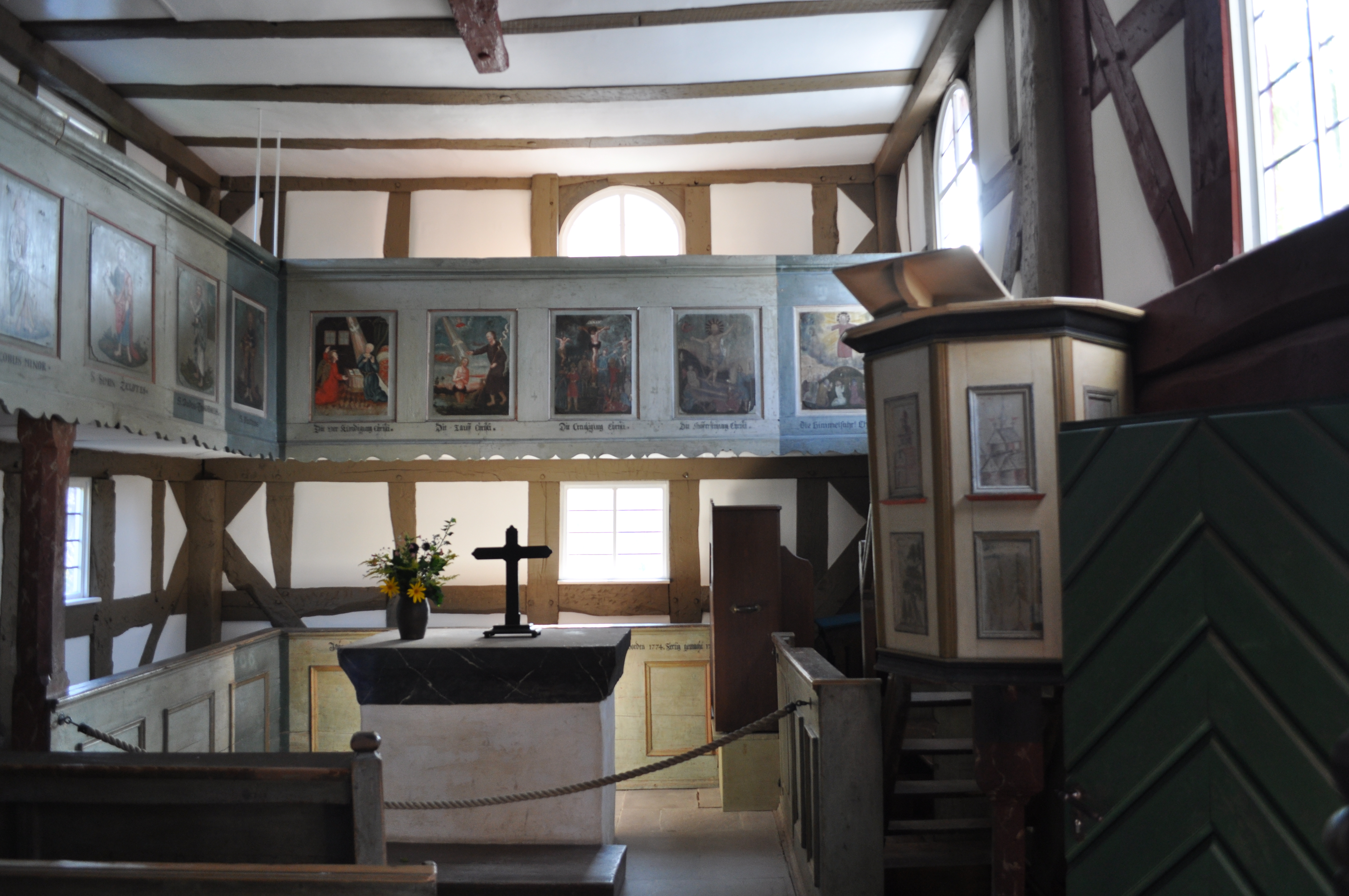
Innenansicht

Die Fachwerkkapelle aus Niederhörlen wurde 1624 in Niederhörlen errichtet und ist nach einer Versetzung im Jahr 1974 Teil des Freilichtmuseums Hessenpark.

## Geschichte
Laut der Kirchenchronik des Ortes wurde die Fachwerkkapelle 1624 eingeweiht. In der neuen Kirche von Niederhörlen hängt eine Glocke von 1626, die diese Darstellung unterstützt. Dendrochronologische Untersuchungen verweisen auf ein Fälldatum der verwendeten Stämme zwischen 1656 und 1658. 1774 bis 1775 wurde die Kirche nach Osten hin erweitert und eine neue, größere Empore eingebaut.
Niederhörlen gehörte bis 1930 zum Kirchspiel Breidenbach. In der Kapelle selbst wurde lediglich vier Mal im Jahr der Gottesdienst gefeiert, um Gehbehinderten und Kranken den Besuch des Gottesdienstes zu ermöglichen. 1930 erfolgte die Umpfarrung nach Oberhörlen. Die Kapelle sollte 1962 abgerissen werden, wogegen Kirchengemeinde und Denkmalschutz Widerspruch einlegten, dem stattgegeben wurde: 1972 erfolgte der Neubau einer Kirche; die Kapelle wurde 1973 abgebaut und 1974 in den Hessenpark transloziert. Heute stellt die Kapelle einen Kern der „Baugruppe Mittelhessen“ im Hessenpark dar. Im Jahr 2009 wurde die Kapelle grundlegend saniert.

## Architektur
Das Kirchengebäude ist ein zweistöckiges rechteckiges Fachwerkgebäude. Der Innenraum war vor dem Abriss verputzt und wurde nach dem Wiederaufbau im ursprünglichen Zustand mit sichtbarem Fachwerk wiederhergestellt. Im Innenraum sind an der Westempore die vier Evangelisten und an der Längsempore die zwölf Apostel dargestellt. Ein Sandsteinaltar und eine Kanzel mit marmorierter Mittelsäule bilden neben dem Gestühl die Inneneinrichtung.

## Friedhof
Neben der Kirche ist ein Friedhof angelegt. Auch wenn die Grabsteine aus unterschiedlichen Orten und Zeiten stammen, soll er dennoch die Merkmale ländlicher Friedhöfe Mittelhessens wiedergeben.